# Boso Provansalski
Boso Provansalski (francuski: Boson de Provence; o. 844. – 887.) bio je franački plemić, Bosonid. 879. je postao kralj Provanse i Donje Burgundije.
Nije poznato kada je točno rođen, a bio je sin opata Bivina i njegove supruge te unuk Bosa Starijeg. 
Imao je brata Rikarda i sestru Richildu. Richilda je postala kraljica Franaka udajom za kralja Karla II. Ćelavog. Nakon što se ona udala za kralja 870., Boso je postao kraljev službenik te je njegov odnos sa sestrom i šurjakom bio sve bolji i bolji.
Karlo je Bosa učinio grofom Viennea i Lyona. Karlov i Ermentrudin sin Luj bio je kralj Akvitanije, ali kako je bio vrlo mlad, Boso je zapravo vladao Akvitanijom u njegovo ime. 
877. Boso je postao grof Provanse.
Nakon Karlove smrti, papa Ivan VIII. je navodno htio okruniti Bosa. Papa je Bosa posvojio.
879. je umro Luj, sin Karla II., te su Lujevi sinovi Karloman i Luj III. postali kraljevi. Međutim, sam Boso ih je odbio priznati te je okrunjen za kralja i nasljednika Karlova sina Luja. Luj i Karloman su krenuli u pohod protiv Bosa te su zauzeli sjeverni dio Provanse. Pridružio im se Karlo III. Debeli.
Boso je umro 887.

## Djeca
Boso je imao dvije supruge, ali ime njegove prve žene nije poznato.
Njegova je druga supruga bila Ermengarda Talijanska.
Bosova djeca:
- Willa Provansalska
- Ermengarda, žena Manašea od Chalona
- Ludovik III. Slijepi[3]
- Engelberga Provansalska